# Sekondi
Sekondi is een plaats in Ghana (regio Western). De plaats telt 114 157 inwoners (census 2000).